# Hans Bernd von Haeften

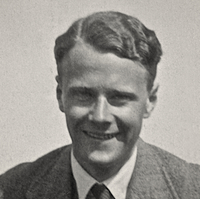
Hans Bernd von Haeften (1935)

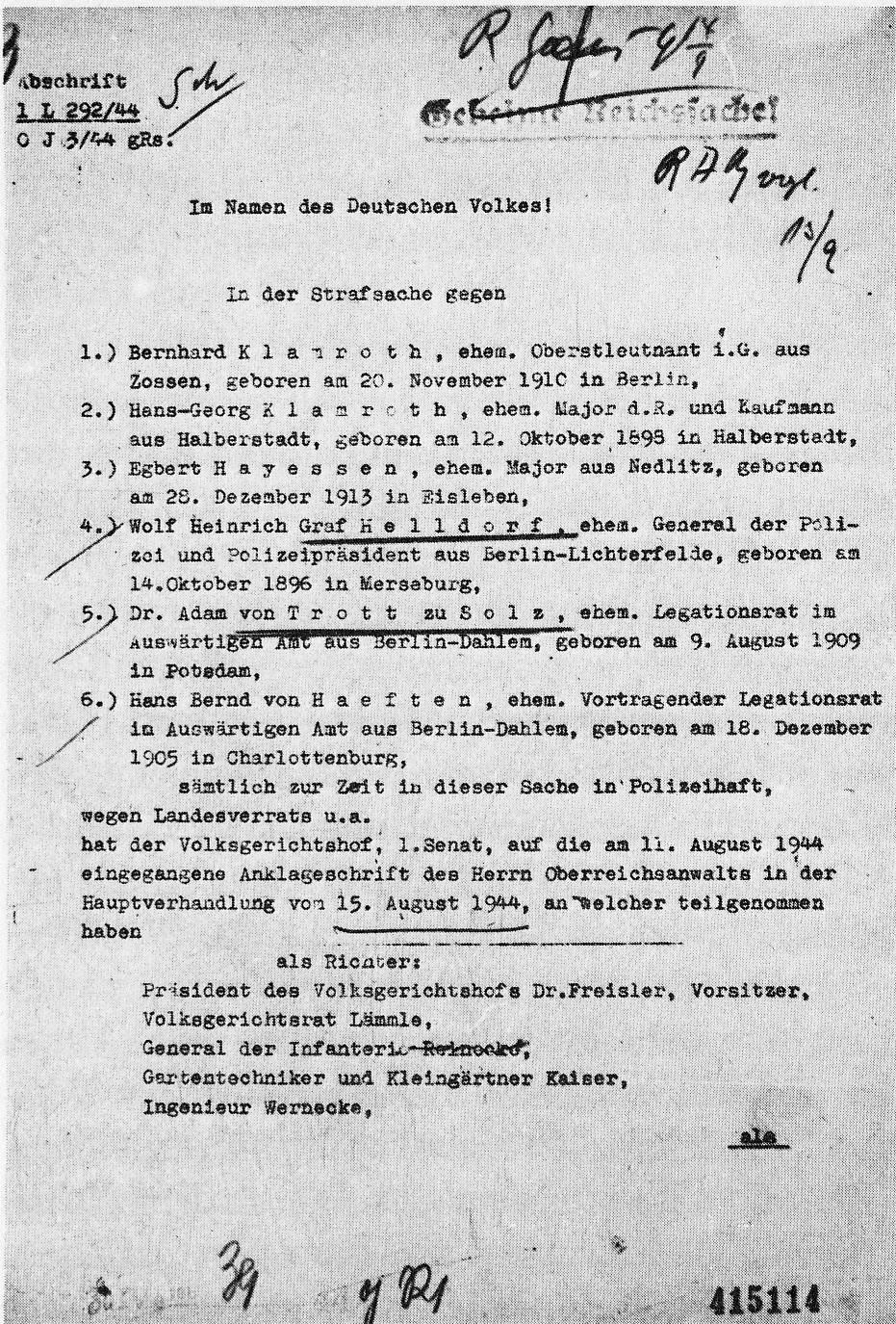
Erste Seite des Urteils des Volksgerichtshofs, die weiteren Angeklagten sind Bernhard Klamroth, Hans Georg Klamroth, Egbert Hayessen, Wolf-Heinrich von Helldorff und Adam von Trott zu Solz

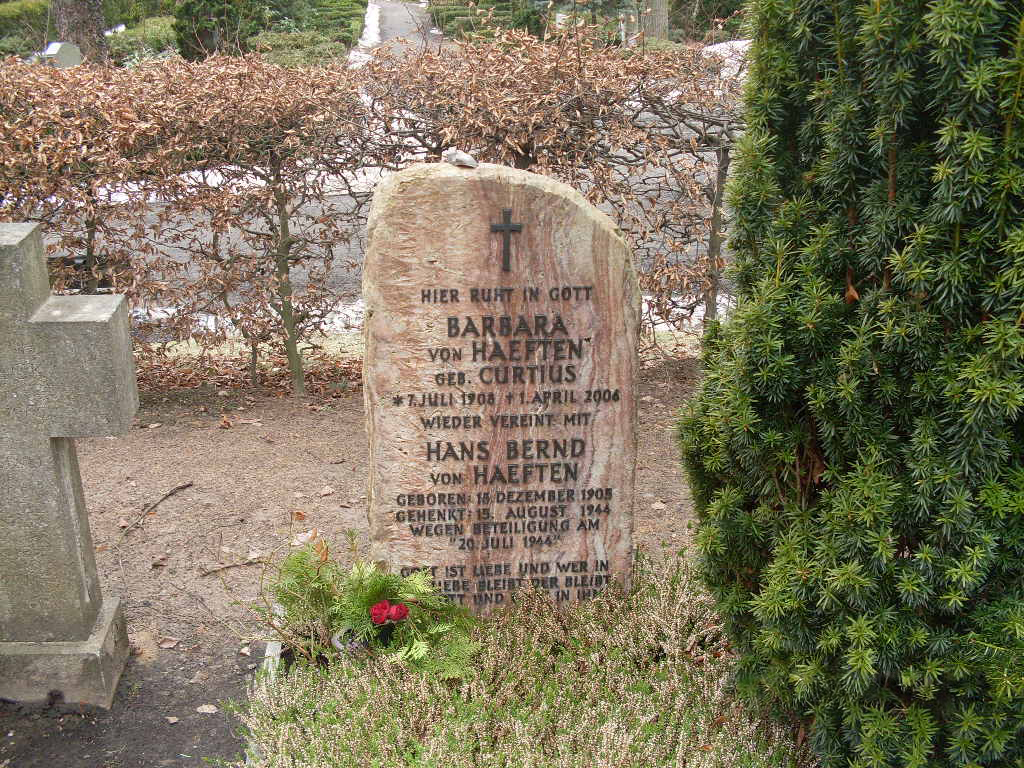
Kenotaph Hans Bernd von Haeftens und die Grabstätte seiner Frau auf dem St.-Annen-Kirchhof in Berlin-Dahlem (2010)

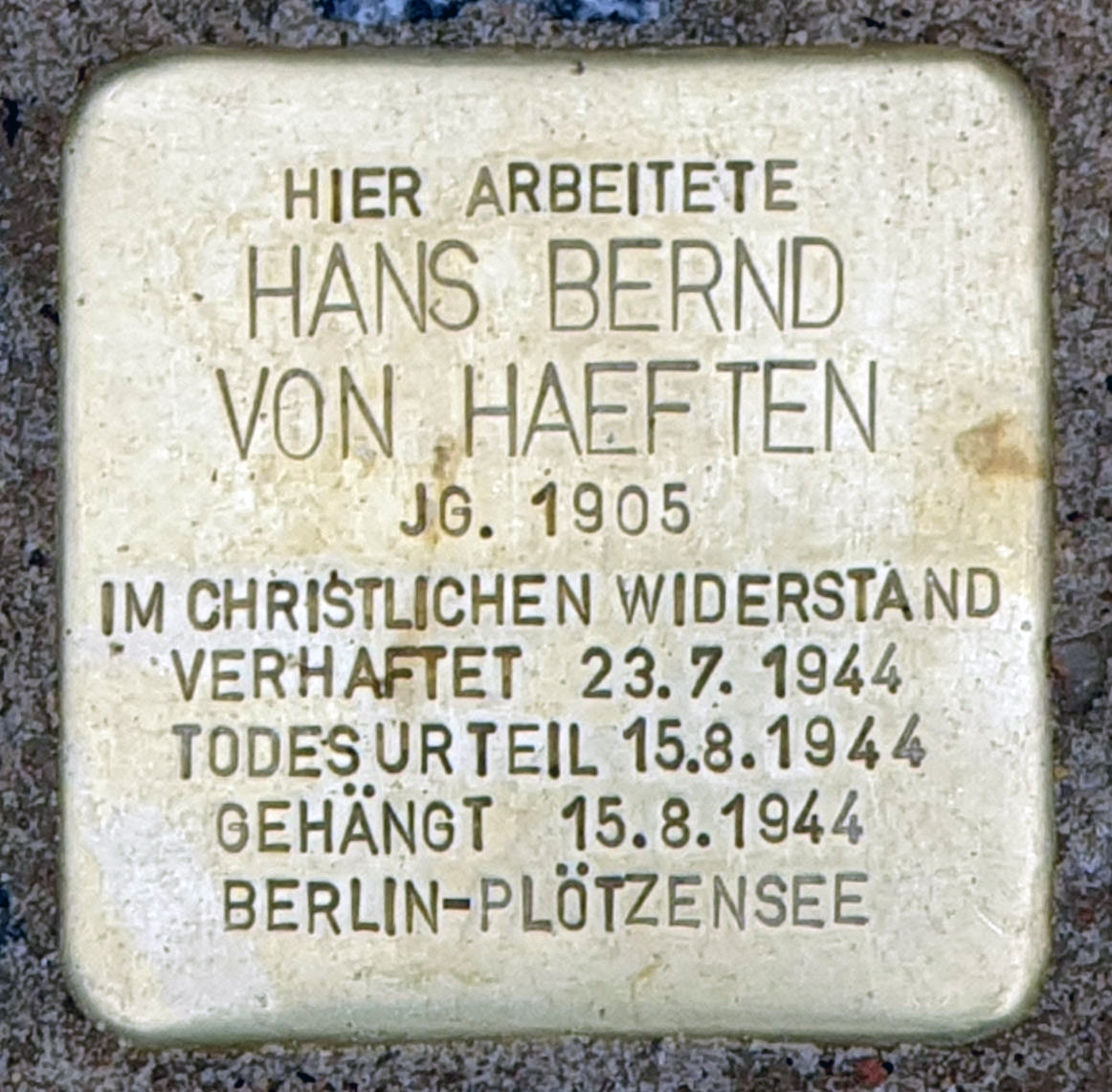
Stolperstein am Haus, Wilhelmstraße 92, in Berlin-Mitte

Hans Bernd August Gustav von Haeften [ˈhaftn̩] (* 18. Dezember 1905 in Charlottenburg; † 15. August 1944 in Berlin-Plötzensee) war ein deutscher Diplomat und Widerstandskämpfer gegen den Nationalsozialismus.

## Leben
Hans Bernd von Haeften wurde als Sohn von Agnes von Brauchitsch (1869–1945, beerdigt in Herdwangen-Schönach) und Hans von Haeften geboren. Sein Vater war Offizier im Großen Generalstab, zuletzt Generalmajor und anschließend Direktor der Historischen Abteilung (zuletzt Präsident) des Reichsarchivs. Von Haeften hatte zwei Geschwister: Elisabeth Charlotte Agnes Hedwig (1903–1980), die 1928 in Potsdam den Mediziner und Sozialhygieniker Hans Harmsen ehelichte, und Werner Karl Otto Theodor (1908–1944). 1924 legte von Haeften am Bismarck-Gymnasium in Berlin-Wilmersdorf das Abitur ab. Nach dem Studium der Rechtswissenschaft, das ihn als Austauschstudenten auch an das Trinity College geführt hatte, war er zunächst bei der Stresemann-Stiftung beschäftigt und trat im April 1933 in den Auswärtigen Dienst ein. Seine Auslandseinsätze waren in den Gesandtschaften in Kopenhagen (1934), Wien (1935–1937) und Bukarest (1937–1940). Ab 1940 war er im Auswärtigen Amt als Vortragender Legationsrat in der Deutschlandabteilung tätig und bearbeitete dort Angelegenheiten der Auslandspropaganda im „Sonderreferat Krümmer“. Er weigerte sich weiterhin, der NSDAP beizutreten. 1942 wurde er stellvertretender Abteilungsleiter der Kulturpolitischen Abteilung.
Am 2. September 1930 heiratete er Barbara Curtius (1908–2006), eine Tochter von Julius Curtius und seiner Ehefrau Adda geborene Carp. Das Paar hatte fünf Kinder: Jan von Haeften (1931–2017), Dirk von Haeften (1934–2006), sowie drei weitere bis 1944 geborene Töchter: Adda-Benita, die Eberhard von Hofacker (den ältesten Sohn von Caesar von Hofacker, Beteiligter am Attentat des 20. Juli 1944, Cousin von Claus Schenk Graf von Stauffenberg) heiratete, Dorothea und zuletzt Ulrike, die Konrad Graf von Moltke (den jüngeren Sohn von Helmuth James Graf von Moltke, dem Begründer des Kreisauer Kreises) heiratete.
Von Haeften gehörte seit 1933 der Bekennenden Kirche an und wurde stark von der Berneuchener Bewegung geprägt. Vor allem durch die Diplomaten Ulrich von Hassell und Adam von Trott zu Solz hatte er Kontakte zum Kreisauer Kreis. Das auf Hitler geplante Attentat lehnte er aus religiös-moralischen Gründen ab, unterstützte aber den Versuch des Umsturzes und stand bereit, für die Verschwörer die Macht im Außenministerium zu übernehmen. Er wurde nach dem gescheiterten Attentat vom 20. Juli 1944, bei dem sein jüngerer Bruder Werner von Haeften als Oberleutnant der Reserve und  Adjutant Claus Schenk Graf von Stauffenbergs von einem Standgericht verurteilt und im Berliner Bendlerblock erschossen worden war, am 23. Juli verhaftet. Am 15. August stand er vor dem Volksgerichtshof und bezeichnete Adolf Hitler als den „großen Vollstrecker des Bösen“. Hans Bernd von Haeften wurde zum Tode verurteilt und noch am selben Tag in Plötzensee gehängt.
Am 25. Januar 1985 bewertete der Deutsche Bundestag in einer Entschließung den Volksgerichtshof einstimmig als „Terrorinstrument zur Durchsetzung nationalsozialistischer Willkürherrschaft“ und sprach dessen Urteilen jede Rechtswirkung in der Bundesrepublik Deutschland ab. Rechtsverbindlich wurden die Urteile des Volksgerichtshofs und der Sondergerichte erst 1998 durch Gesetz aufgehoben, so dass hier von Mord (bzw. Justizmord) gesprochen werden kann.

## Ehrungen
- Im Auswärtigen Amt in Berlin wird in räumlicher Nähe zu den Minister- und Staatssekretärbüros mit einer Gedenkwand an diejenigen Diplomaten erinnert, die als Widerstandskämpfer gegen den Nationalsozialismus ihr Leben verloren haben, darunter auch an Hans Bernd von Haeften.
- In der Nähe der Hinrichtungsstätte Plötzensee wurde 1957 die Haeftenzeile nach ihm und seinem Bruder benannt.[8]
- In Sibiu (Hermannstadt) in Rumänien wurde das Tagungshaus der Evangelischen Akademie Siebenbürgen nach Hans Bernd von Haeften benannt. Der Grundsteinlegung 1997 wohnten die Witwe und der Sohn Dirk bei.
- Auf dem Friedhof von Herdwangen-Schönach im Ortsteil Großschönach wurde am Grab von Agnes von Haeften am 20. Juli 2016 eine Gedenktafel für ihre beiden Söhne, die Widerstandskämpfer Hans-Bernd und Werner, fixiert. Das Grab hat nun den Status eines Ehrenmals der Gemeinde und wurde vom Denkstättenkuratorium NS-Dokumentation Oberschwaben aufgenommen.[9]
- Hans Bernd von Haeftens Witwe Barbara von Haeften hat auf dem St. Annen-Kirchhof in Berlin-Dahlem ihre letzte Ruhestätte gefunden. Ihr Grabstein erinnert zugleich an ihren ermordeten Ehemann.

Am 5. November 2021 wurde vor dem ehemaligen deutschen Außenministerium, Berlin-Mitte, Wilhelmstraße 92, ein Stolperstein für ihn verlegt.